# Carios sinensis
Carios sinensis är en fästingart som beskrevs av Jeu och Zhu 1982. Carios sinensis ingår i släktet Carios och familjen mjuka fästingar. Inga underarter finns listade.